# 珀斯 (印第安纳州)
珀斯（英語：Perth）是位於美國印地安納州克萊縣的一個非建制地區。該地的面積和人口皆未知。

## 地理
珀斯的座標為39°35′35″N 87°09′43″W / 39.59306°N 87.16194°W，而該地的平均海拔高度為192米（即630英尺）。